# Pietreni, Constanța
Pietreni este un sat în comuna Deleni din județul Constanța, Dobrogea, România. În trecut, satul s-a numit Cocargea (în turcă Kokarca) (din turcescul kokarca, însemnând dihor), actuala denumire primind-o prin Decretul Consiliului de Stat nr. 799/1964 privind schimbarea denumirii unor localități. La recensământul din 2002 avea o populație de 909 locuitori.